# 11b-hidroksisteroid dehidrogenaza
11b-hidroksisteroid dehidrogenaza (EC 1.1.1.146, kortikosteroid 11beta-dehidrogenaza, beta-hidroksisteroidna dehidrogenaza, 11beta-hidroksi steroidna dehidrogenaza, kortikosteroidna 11-reduktaza, dehidrogenaza, 11beta-hidroksi steroid) je enzim sa sistematskim imenom 11beta-hidroksisteroid:NADP+ 11-oksidoreduktaza. Ovaj enzim katalizuje sledeću hemijsku reakciju
11beta-hidroksisteroid + + {\displaystyle \rightleftharpoons } 11-oksosteroid + +

## Literatura
- Nicholas C. Price; Lewis Stevens (1999). Fundamentals of Enzymology: The Cell and Molecular Biology of Catalytic Proteins (Third изд.). USA: Oxford University Press. ISBN 019850229X.
- Eric J. Toone (2006). Advances in Enzymology and Related Areas of Molecular Biology, Protein Evolution (Volume 75 изд.). Wiley-Interscience. ISBN 0471205036.
- Branden C; Tooze J. Introduction to Protein Structure. New York, NY: Garland Publishing. ISBN 0-8153-2305-0.
- Irwin H. Segel. Enzyme Kinetics: Behavior and Analysis of Rapid Equilibrium and Steady-State Enzyme Systems (Book 44 изд.). Wiley Classics Library. ISBN 0471303097.

## Spoljašnje veze
- 11beta-hydroxysteroid+dehydrogenase на 